# Artabotrys carnosipetalus
Artabotrys carnosipetalus este o specie de plante angiosperme din genul Artabotrys, familia Annonaceae, descrisă de L.W. Jessup. Conform Catalogue of Life specia Artabotrys carnosipetalus nu are subspecii cunoscute.